# Angiopteris evecta
Angiopteris evecta is een zeer grote regenwoudvaren in de familie Marattiaceae, afkomstig uit de meeste delen van Zuidoost-Azië en Oceanië.

## Kenmerken
Angiopteris evecta is een zelfdragende groenblijvende vaste plant varen met zeer grote dubbelgeveerde bladeren. De stamachtige wortelstok is enorm, met een diameter tot 1 m. De oudere delen van de wortelstok liggen op de grond, terwijl de nieuwere groei verticaal kan stijgen tot 1,2 m hoog.
De gebogen, glanzend groene bladeren, die uit de punt van de wortelstok komen, kunnen tot 9 m lang en 2,5 m breed worden, waarbij de vlezige groene bladsteel (bladsteel) 2 m van die lengte. Er wordt gezegd dat ze de langste varenbladeren ter wereld zijn, en ondanks hun enorme omvang hebben ze geen houtachtige versterkende weefsels in de bladeren om ze rechtop te houden - in plaats daarvan worden ze volledig ondersteund door de hydraulische druk van het sap. Aan weerszijden van de bladsteel, waar deze uit de wortelstok komt, bevinden zich platte, ronde, leerachtige, oorvormige steunblaadjes, bekend als "auricles", die een diameter tot 15 cm kunnen hebben.
De bladeren zijn dubbelgeveerd met ongeveer 9 tot 12 paar oorschelpen die tot 150 cm lang en 45 cm breed zijn. De totale afmetingen van deze varen kunnen tot 7 m hoog en 16 m breed zijn.

## Verspreiding
Angiopteris evecta komt oorspronkelijk uit Zuidoost-Azië en Oceanië, van Sri Lanka en Bangladesh in het westen tot Melanesië, Micronesië en Polynesië in het oosten, en van Japan in het noorden tot Noord- en Oost-Australië in het zuiden. Het is geïntroduceerd in het grootste deel van de rest van tropisch Azië, evenals in Madagaskar en delen van tropisch Amerika. Het is ingeburgerd geraakt in Hawaï, Jamaica, Costa Rica en Cuba.
De soort groeit in het regenwoud op zeer rijke bodems, vaak van vulkanische oorsprong en geeft de voorkeur aan een zeer warm nat klimaat. Het is meestal een ondergroeiplant in goed ontwikkeld regenwoud, vooral langs oevers in diepe beschutte geulen met een goede afwatering en een overvloedige toevoer van zoet water, maar wordt af en toe aangetroffen in meer blootgestelde situaties. Het geprefereerde gemiddelde temperatuurbereik is 19-27 ° C en jaarlijkse neerslag tussen 1.000-5.447 mm. Het groeit op hoogtes van zeeniveau tot 1.500 m.

## Gebruik
De zetmeelrijke wortelstokken worden (na langdurige verwerking om gifstoffen te verwijderen) gegeten, gebruikt om kokosolie te parfumeren, rijst op smaak te brengen en een bedwelmende drank te produceren. Het boek The Useful Native Plants of Australia uit 1889 vermeldt dat inheemse Australiërs het merg van deze varen aten.

## Bescherming
De status van Angiopteris electa varieert van plaats tot plaats. In het Northern Territory van Australië wordt het bijvoorbeeld als kwetsbaar beschouwd, met slechts één kleine populatie in het noordoosten van Arnhem Land; in New South Wales, waar het geschikt leefgebied beperkt is tot een klein gebied in de noordoostelijke hoek van de gebied en slechts een enkel, niet-reproductief exemplaar bekend is, wordt het vermeld als bedreigd. In de staat Queensland, die tussen de andere twee staten ligt en waar een overvloed aan geschikte leefgebieden is, wordt het echter als minst zorgwekkend beschouwd.

## Invasief
Wanneer Angiopteris evecta wordt geïntroduceerd in een gebied met een geschikt klimaat, kan het dichte kolonies vormen die lokale soorten remmen. Het wordt vermeld als invasief in Costa Rica, Cuba, Jamaica en Hawaï, waar het in elk geval is ontsnapt uit aanplant in botanische tuinen. Het is ook in veel tropische landen geïntroduceerd en is herhaaldelijk aan de teelt ontsnapt.